# S/PDIF

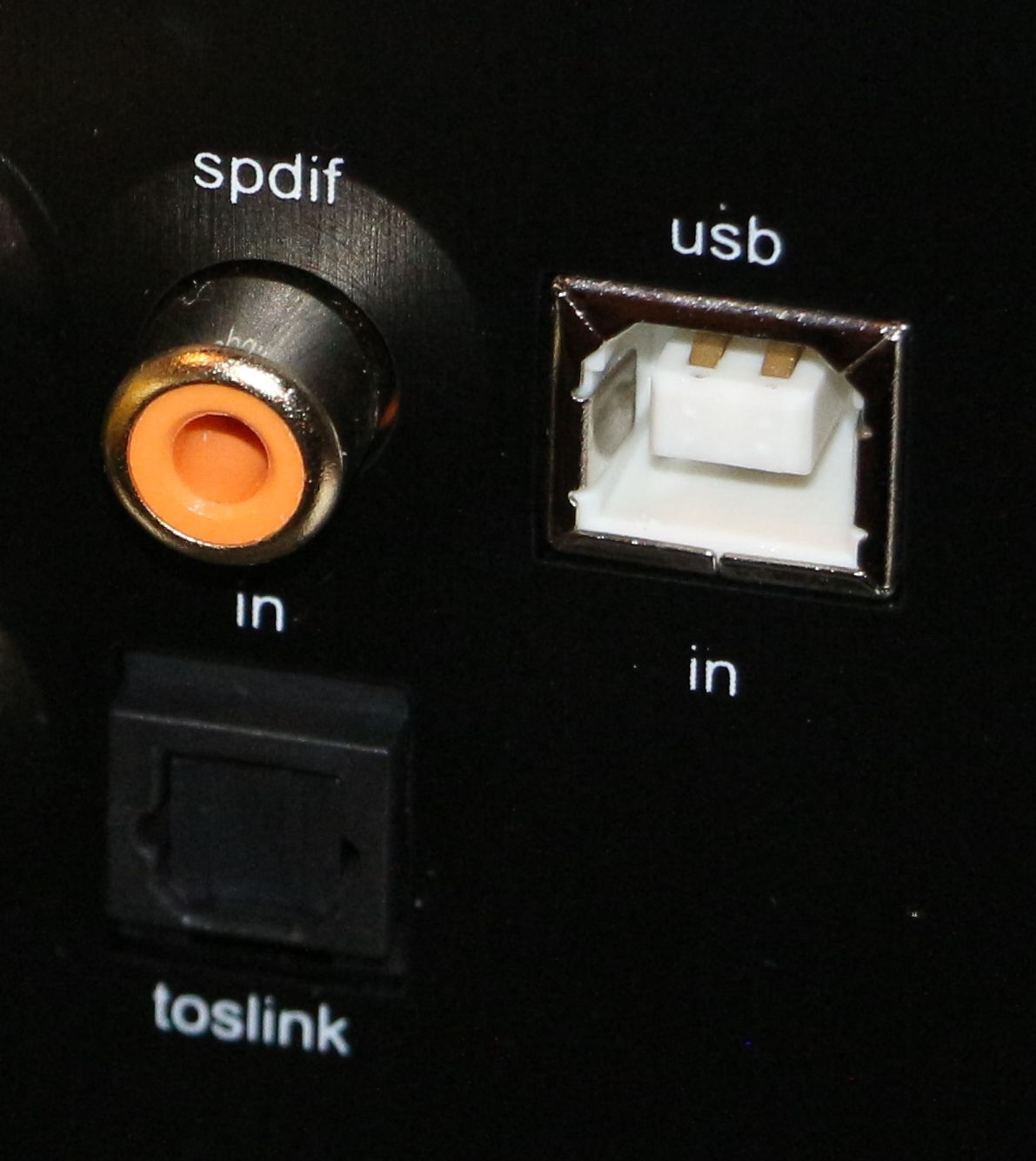
Konektory Cinch a TOSLINK

S/PDIF nebo S/P-DIF je zkratka pro Sony/Philips Digital InterFace (občas uváděno i Sony/Philips Digital Interconnect Format). Jedná se o kolekci nízkoúrovňových a hardwarových protokolů pro přenos digitálně kódovaného zvukového signálu mezi různými audio komponentami. Přenos může být prováděn elektricky (přes Cinch) či opticky (TOSLINK).
S/PDIF je spotřebitelskou verzí standardu AES3, více známého jako AES/EBU – pokud signál není přenášen optickým médiem, liší se od AES3 prakticky pouze úrovní (a přenosem po nesymetrickém vedení – ačkoliv existuje rozšíření AES3id, které specifikuje přenos signálu dle standardu AES3 po koaxiálním kabelu) a jiným formátem dat s informacemi o stavu kanálu. Technicky je tedy možno přijímat signál AES3 běžnými S/PDIF přijímači, výrobci zařízení však často takové využití blokují.